# Samir Bargachi
 (juin 2015).
Si vous disposez d'ouvrages ou d'articles de référence ou si vous connaissez des sites web de qualité traitant du thème abordé ici, merci de compléter l'article en donnant les références utiles à sa vérifiabilité et en les liant à la section « Notes et références ».
Samir Bargachi (en arabe : سمير بركاشي) est un militant marocain pour les droits LGBT, né le 10 septembre 1987. 

## Biographie
Il est chargé de la communication de la revue Mithly et le fondateur de Kifkif qui est la première association LGBT du Maroc[réf. nécessaire], interdite par les autorités marocaines. C'est avec l'association Kifkif qu'il a organisé plusieurs manifestations pour les droits des minorités sexuelles au Maroc. Aucune d'entre elles n'a été autorisée. 
L'association est en outre contestée par les éléments les plus conservateurs de la société musulmane.
Les activités de la communauté LGBT au Maroc ont débuté le 1er juin 2004, quand la police marocaine arrêta 43 personnes à Tétouan accusées de mener des activités homosexuelles, en vertu à l'article 489 du code pénal marocain qui punit l'homosexualité de crime.